# Рыбакина, Елена Андреевна
Еле́на Андре́евна Рыба́кина (род. 17 июня 1999, Москва) — казахстанская теннисистка, до июня 2018 года выступавшая за Россию. Победительница одного турнира Большого шлема в одиночном разряде (Уимблдон-2022); победительница девяти турниров WTA в одиночном разряде, бывшая третья ракетка мира. Полуфиналистка двух юниорских турниров Большого шлема в одиночном разряде (Открытый чемпионат Австралии, Открытый чемпионат Франции-2017); бывшая третья ракетка мира среди юниоров.

## Биография

### Первые годы
Родилась и начала заниматься спортом в Москве: вместе с сестрой Анной посещала секции спортивной гимнастикой и фигурного катания. В шесть лет наставники сказали ей, что из-за высокого роста она не сможет стать профессиональной спортсменкой, и отец — Андрей Рыбакин, продюсер телекомпании «НТВ-Плюс», — отвел дочерей в секцию тенниса.
В 2011—2017 годах Рыбакина выступала на различных международных юниорских соревнованиях. В 2015-м году Елена дошла до финала чемпионата Европы среди шестнадцатилетних, через год сыграла в финале парного соревнования крупного чемпионата в Милане (вместе с Аминой Аншбой), а в 2017-м году провела лучший сезон в турнирах среди восемнадцатилетних: сыграв в двух полуфиналах турниров Большого шлема (в Австралии и Франции), выиграла турнир в Милане, где в финале обыграла Игу Свёнтек. В декабре поднялась на третью строчку местного рейтинга.

### Взрослая карьера
Совмещая учёбу и игру в теннис, Рыбакина с 2015 года начала выступать во взрослых турнирах ITF. Уже в ноябре 2015 года она стала финалисткой турнира в Анталье, проиграв титул Екатерине Горгадзе из Грузии — 5-7, 7-6, 3-6. В ноябре 2016 года проиграла в финале турнира в Хельсинки, а в июне 2017 года — в Фергане, Сабине Шариповой — 4-6, 6-7. В парном разряде она выиграла два турнира: в Стамбуле (апрель 2017) и Анталье (май 2017).
В октябре 2017 года Рыбакина дебютировала на Кубке Кремля.
В июне 2018 года получила казахстанское гражданство.
В феврале 2018 года, пройдя квалификацию турнире WTA в Санкт-Петербурге, в первом круге победила Тимею Бачински, затем — занимающую 7-ю позицию в рейтинге WTA Каролину Гарсия — 4-6, 7-6, 7-6. Четвертьфинал в лице Юлии Гёргес стал непреодолимым барьером для Рыбакиной.
В апреле 2019 года Рыбакина принимала участие в Кубке Стамбула по теннису, где дошла до четвертьфинала, но проиграла теннисистке из Чехии Барборе Стрыцовой.
В июле 2019 года Рыбакина принимала участие в Открытом чемпионате Бухареста, где смогла завоевать свой первый титул WTA. В финале она встретилась с румынкой Патричия Мария Циг, хозяйка турнира смогла взять всего два гейма в матче. Итоговый счет 6-2, 6-0. Елена не проиграла ни одного сета за весь турнир. На Открытом чемпионате США проиграла в первом раунде чешке Каролине Муховой в двух сетах.
В начале календарного 2020 года, Елена Рыбакина на турнире в Шэньчжэне сумела добраться до решающего поединка, в котором в двух сетах уступила россиянке Екатерине Александровой.
На Открытом чемпионате Франции 2021 года была посеяна под 21-м номером и впервые в карьере дошла до 1/4 финала турнира Большого шлема. В четвёртом круге Рыбакина обыграла Серену Уильямс со счётом 6-3, 7-5. В четвертьфинале Рыбакина в очень упорном матче уступила Анастасии Павлюченковой со счётом 7-6(2), 2-6, 7-9.
На Уимблдонском турнире 2021 года Рыбакина впервые в карьере сыграла в основной сетке. Елена была посеяна под 18-м номером и дошла до 4-го раунда, выиграв три матча в двух сетах. В 4-м круге Рыбакина уступила второй сеянной Арине Соболенко со счётом 3-6, 6-4, 3-6.
На Олимпийских играх в Токио в 2021 году заняла 4-е место, уступив в полуфинале будущей чемпионке Белинде Бенчич, а в матче за бронзу Элине Свитолиной из Украины.
Елена Рыбакина принесла две победы стране в Кубке Билли Джин Кинг сыграв против Польши — 3-1, сначала она обыграла Веронику Фальковскую (253-е место) — 6-3, 6-4, а затем одержала победу над Магдой Линетт (19-е место) — 6-4, 6-2.

#### 2022: победа на Уимблдоне
В начале января дошла до финала турнира WTA 250 в Аделаиде, где уступила первой ракетке мира Эшли Барти (3-6, 2-6). 17 января поднялась на высшее в карьере 12-е место в рейтинге.
В марте Рыбакина дошла до четвертьфинала турнира WTA 1000 в Индиан-Уэлсе, где проиграла шестой ракетке мира Марии Саккари (5-7, 4-6).
На Открытом чемпионате Франции Рыбакина была посеяна под 16-м номером и в третьем круге уступила 22-й ракетке мира Мэдисон Киз 6-3, 1-6, 6-7(3).

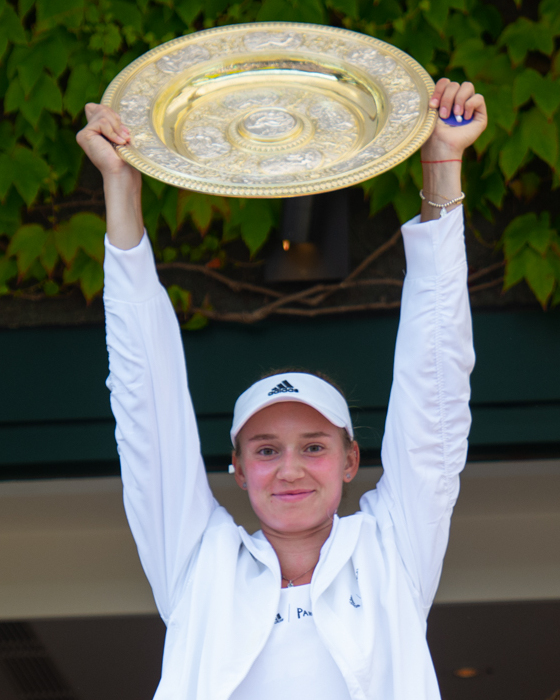
После победы на Уимблдоне

На Уимблдоне Рыбакина была посеяна под 17-м номером. Она выиграла четыре матча подряд со счётом 2-0 и впервые в карьере вышла в четвертьфинал этого турнира Большого шлема. В четвертьфинале обыграла австралийку Айлу Томлянович со счётом 4-6, 6-2, 6-3 и впервые в карьере вышла в полуфинал турнира Большого шлема. В полуфинале была обыграна бывшая первая ракетка мира румынка Симона Халеп со счетом 6-3, 6-3. В финале Рыбакина обыграла вторую ракетку мира Онс Жабёр 3-6, 6-2, 6-2, став первой теннисисткой из Казахстана, выигравшей турнир Большого шлема.
На Открытом чемпионате США сенсационно уже в первом круге проиграла 131-й ракетке мира Кларе Бюрель (4-6, 4-6).
В середине сентября дошла до финала турнира WTA 250 в словенском Портороже, где в упорном матче уступила Катерине Синяковой — 7-6(4), 6-7(5), 4-6. В начале октября Рыбакина дошла до полуфинала турнира WTA 500 в чешской Остраве, где проиграла в трёх сетах Барборе Крейчиковой. Год закончила на 22-м месте в рейтинге.

#### 2023
На Открытом чемпионате Австралии 2023 года Рыбакина, стоявшая в рейтинге на 25-м месте, была посеяна под 22-м номером. В третьем круге обыграла 13-ю сеянную Даниэль Коллинз (6-2, 5-7, 6-2). В четвёртом раунде обыграла первую ракетку мира Игу Cвёнтек со 6-4, 6-4. В четвертьфинале выиграла у Елены Остапенко из Латвии 6-2, 6-4. В полуфинале обыграла Викторию Азаренко из Беларуси в двух сетах 7-6(4), 6-3. В финале Рыбакина уступила Арине Соболенко со счётом 6-4 3-6 4-6. Во втором и третьем сетах Рыбакина ни разу не смогла взять подачу соперницы. За матч Рыбакина сделала 9 эйсов и одну двойную ошибку, а Соболенко — 17 и 7 соответственно. По итогам турнира Рыбакина впервые в карьере вошла в топ-10 мирового рейтинга.
На турнире в Индиан-Уэлсе (США) Рыбакина в полуфинале обыграла первую ракетку мира Игу Свёнтек, а в финале взяла реванш за поражение в Австралии у Арины Соболенко, одержав таким образом свою первую победу в турнире WTA 1000 и поднявшись по его итогам на 7-ю позицию в рейтинге WTA.
На следующем турнире WTA 1000 — Открытом чемпионате Майами Елена вновь пробилась в финал, обыграв в полуфинале 3-ю ракетку WTA американку Джессику Пегулу, но в финале уступила чешке Петре Квитовой — 6-7, 2-6.
В мае, после относительной неудачи на турнире в Мадриде, Рыбакина пробилась в свой четвёртый финал важнейших турниров серии WTA 1000 2023 года — в Риме. По ходу турнира Елена третий раз в сезоне обыграла первую ракетку мира Игу Свёнтек, в полуфинале одержала победу над Еленой Остапенко из Латвии — 6-2, 6-4. В финале в ходе второго сета соперница Рыбакиной Ангелина Калинина снялась из-за травмы, таким образом Елена была объявлена победительницей второго турнира WTA 1000 в сезоне, что позволило ей подняться на 4-е место в мировом рейтинге.
В ходе выступления на Открытом чемпионате Франции Елена вышла в 3-й раунд соревнования, но снялась с турнира из-за вирусной инфекции. Из-за заболевания ей пришлось отказаться от участия в целом ряде важных турниров накануне защиты титула на Уимблдоне. В ходе третьего турнира Большого шлема сезона 2023 года Елена пробилась в четвертьфинал, где встретилась с Унс Джабир, которая взяла реванш у Рыбакиной за проигрыш в финале предыдущего года.
После выступления на Открытом чемпионате США, где Рыбакина выбыла из борьбы в третьем круге, Елена вновь вышла на корт лишь на заключительном турнире серии WTA 1000 в сезоне 2023 года в Пекине — Открытом чемпионате Китая. В четвертьфинале Елена обыграла в двух сетах первую ракетку мира Арину Соболенко — 7-5, 6-2, но в полуфинале уступила Людмиле Самсоновой — 6-7, 3-6. По итогам успешного сезона Елена вошла в число восьми сильнейших теннисисток мира, получивших право выступить на итоговом турнире WTA 2023 года, который проходил в Канкуне (Мексика). В трёх матчах группового этапа Елена одержала победу над Марией Саккари и уступила Джессике Пегула и Арине Сабаленке. Тем не менее, участие в итоговом турнире WTA закрепило результаты успешного сезона и подтвердило место Елены в топе мирового рейтинга. По словам Елены после победы на Уимблдоне-2022 она всё ещё не чувствовала себя топ-игроком: «Я только надеялась, что победа — не результат ошибки, простого везения…» Но если у кого-то и были сомнения в силе и способностях Елены, то она развеяла их в ходе 2023 года: выход в финал Открытого чемпионата Австралии, две победы на турнирах WTA-1000 в Индиан-Уэлсе и Риме придали ей уверенности в собственных силах. «Теперь я хочу большего».

#### 2024
На старте сезона 2024 года Елена Рыбакина пробилась в финал турнира WTA-500 в Брисбене, обыграв в полуфинале Линду Носкову из Чехии (6-3, 6-2). В финале Елена обыграла в двух сетах вторую ракетку мира Арину Соболенко (6-0, 6-3), прервав 15-матчевую беспроигрышную серию Арины на кортах Австралии.
На Открытом чемпионате Австралии Елена дошла до второго круга, где проиграла Анне Блинковой, решающий тай-брейк стал рекордным по длительности за всю историю женских турниров Большого шлема — он продлился 31 минуту и закончился со счетом 22-20 в пользу соперницы Рыбакиной. Елена потеряла значительное количество очков рейтинга WTA, не сумев повторить успешное выступление в Австралии предыдущего года, но уже на следующем турнире компенсировала неудачу, став победительницей турнира WTA-500 в Абу-Даби, обыграв в финале Дарью Касаткину (6-0, 6-4).
В ходе первого турнира серии WTA 1000 в сезоне 2024 года в Катаре Елена обыграла в полуфинале опытную Анастасию Павлюченкову и прошла в финал, где проиграла первой ракетке мира Иге Свёнтек (6-7, 2-6).
Елена пропустила защиту титула на Индиан Уэлс 2024 из-за проблем со здоровьем, но вышла на старт следующего турнира серии WTA-1000 в Майами. Турнир складывался для Елены весьма непросто — в четырёх из пяти матчей перед финалом для победы понадобились три сета, в том числе в четвертьфинале с Марией Саккари (7-5, 6-7, 6-4) и в полуфинале с Викторий Азаренко (6-4, 0-6, 7-6). В финале Елена уступила Даниэлле Коллинз со счётом 5-7, 3-6.
Начало грунтового сезона 2024 года для Рыбакиной получилось успешным, на турнире в Штутгарте Елена в полуфинале прервала победную серию двукратной победительницы турнира Иги Свёнтек в сложном трёхсетовом поединке — 6-3, 4-6, 6-3, а в финале уверенно разобралась с украинкой Мартой Костюк (6-2, 6-2). После победы в полуфинале на вопрос организаторов о том, готова ли она развивать такие же скорости на призовом Порше, каких она добивалась на своих подачах, Елена рассмешила публику, признавшись, что всё ещё не получила водительские права, но призовой автомобиль может стать хорошим стимулом, чтобы всё-таки заняться ими. По традиции, победительница Гран-При Порше получила в качестве приза топ-модель из линейки производителя, в 2024 году это был электрокар Porsche Taycan 4S Sport Turismo.
В сезоне 2024 года Елене Рыбакиной вновь не удалось избежать проблем со здоровьем, которые внесли значительные изменения в ранее запланированный календарь соревнований перед двумя турнирами Большого шлема — Роллан Гаррос и Уимблдоном. Тем не менее, Елена смогла пройти в число восьми сильнейших на турнире во Франции, уступив в четвертьфинале Жасмин Паолини (6-2, 4-6, 6-4), а на Уимблдоне дошла до стадии полуфинала, где уступила в трехсетовом поединке Барборе Крейчиковой (3-6, 6-3, 6-4).
Елена была включена в состав олимпийской сборной Казахстана для участия в Олимпийских играх в Париже — в женском одиночном разряде, где она была посеяна под третьим номером, и в миксте с Александром Бубликом, но за день до открытия Игр объявила, что по состоянию здоровья не сыграет на Олимпиаде Позднее штаб Елены сообщил, что она также не выйдет на старт турнира WTA-1000 в Торонто, так как последствия тяжёлого бронхита не позволяют ей вернуться к тренировкам.
Рыбакина снялась с очередного турнира WTA, который должен пройти в Сеуле в 2024 году. Следующим турниром, на который заявилась казахстанская теннисистка, стал WTA 1000 в городе Ухань. Состязания пройдут с 7 по 13 октября 2024 года. Федерация Тенниса Казахстана официально подтвердила, что у спортсменки травма спины. При выздоровлении Рыбакина сможет участвовать в WTA 1000 в Пекине.
В начале октября 2024 года Рыбакина прекратила сотрудничество с тренером Стефаном Вуковым. Во время работы со специалистом теннисистка поднялась с двухсотых позиций в топ-5 рейтинга WTA.

#### 2025
Сезон 2025 года Рыбакина начала с неопределённой ситуацией со своим тренерским составом. В начале года она объявила, что Стефан Вуков вернётся в её тренерский состав. При этом проблемы Вукова с WTA остаются в силе, в частности, он не получил аккредитацию на Открытый чемпионат Австралии. По окончании первого турнира Большого шлема 2025 года в Австралии, где Рыбакина дошла до 4-го раунда соревнования, Елена и Горан Иванишевич объявили, что их сотрудничество прекращено. Перед защитой титула на турнире в Абу-Даби Рыбакина назвала имя тренера, сменившего Иванишевича — им стал итальянский специалист Давиде Сангвинетти.

## Итоговое место в рейтинге WTA по годам
| Год  | Одиночный рейтинг | Парный рейтинг |
| 2024 | 7                 |                |
| 2023 | 4                 | 119            |
| 2022 | 22                | 442            |
| 2021 | 14                | 49             |
| 2020 | 19                | 362            |
| 2019 | 37                | 516            |
| 2018 | 191               | 484            |
| 2017 | 425               | 682            |
| 2016 | 616               | 1166           |

## Выступления на турнирах

### Финалы турниров Большого шлема в одиночном разряде (2)

#### Победа (1)
| №  | Год  | Турнир   | Покрытие | Соперница в финале | Счёт        |
| 1. | 2022 | Уимблдон | Трава    | Онс Жабёр          | 3-6 6-2 6-2 |

#### Поражение (1)
| №  | Год  | Турнир                       | Покрытие | Соперница в финале | Счёт        |
| 1. | 2023 | Открытый чемпионат Австралии | Хард     | Арина Соболенко    | 6-4 3-6 4-6 |

### Финалы турнировWTAв одиночном разряде (20)

#### Победы (9)
| Легенда:                    |
| --------------------------- |
| Турниры Большого шлема (1)  |
| Олимпиада (0)               |
| Итоговый турнир WTA (0)     |
| Premier Mandatory (2)       |
| Premier 5 / WTA 1000 (0)    |
| Premier / WTA 500 (4)       |
| International / WTA 250 (2) |

| Титулы по покрытиям | Титулы по месту проведения матчей турнира |
| ------------------- | ----------------------------------------- |
| Хард (4)            | Зал (1)                                   |
| Грунт (4)           | Зал (1)                                   |
| Трава (1)           | Открытый воздух (8)                       |
| Ковёр (0)           | Открытый воздух (8)                       |

| №  | Дата            | Турнир             | Покрытие    | Соперница в финале | Счёт            |
| 1. | 21 июля 2019    | Бухарест, Румыния  | Грунт       | Патричия Мария Циг | 6-2 6-0         |
| 2. | 18 января 2020  | Хобарт, Австралия  | Хард        | Чжан Шуай          | 7-6(7) 6-3      |
| 3. | 9 июля 2022     | Уимблдон           | Трава       | Онс Жабёр          | 3-6 6-2 6-2     |
| 4. | 19 марта 2023   | Индиан-Уэлс, США   | Хард        | Арина Соболенко    | 7-6(11) 6-4     |
| 5. | 20 мая 2023     | Рим, Италия        | Грунт       | Ангелина Калинина  | 6-4 1-0 — отказ |
| 6. | 7 января 2024   | Брисбен, Австралия | Хард        | Арина Соболенко    | 6-0 6-3         |
| 7. | 11 февраля 2024 | Абу-Даби, ОАЭ      | Хард        | Дарья Касаткина    | 6-1 6-4         |
| 8. | 21 апреля 2024  | Штутгарт, Германия | Грунт (зал) | Марта Костюк       | 6-2 6-2         |
| 9. | 24 мая 2025     | Страсбург, Франция | Грунт       | Людмила Самсонова  | 6-1 6-7(2) 6-1  |

#### Поражения (11)
| №   | Дата             | Турнир                       | Покрытие   | Соперница в финале     | Счёт              |
| 1.  | 15 сентября 2019 | Наньчан, Китай               | Хард       | Ребекка Петерсон       | 2-6 0-6           |
| 2.  | 11 января 2020   | Шэньчжэнь, Китай             | Хард       | Екатерина Александрова | 2-6 4-6           |
| 3.  | 16 февраля 2020  | Санкт-Петербург, Россия      | Хард (зал) | Кики Бертенс           | 1-6 3-6           |
| 4.  | 22 февраля 2020  | Дубай, ОАЭ                   | Хард       | Симона Халеп           | 6-3 3-6 6-7(5)    |
| 5.  | 26 сентября 2020 | Страсбург, Франция           | Грунт      | Элина Свитолина        | 4-6 6-1 2-6       |
| 6.  | 9 января 2022    | Аделаида, Австралия          | Хард       | Эшли Барти             | 3-6 2-6           |
| 7.  | 18 сентября 2022 | Порторож, Словения           | Хард       | Катерина Синякова      | 7-6(4) 6-7(5) 4-6 |
| 8.  | 28 января 2023   | Открытый чемпионат Австралии | Хард       | Арина Соболенко        | 6-4 3-6 4-6       |
| 9.  | 1 апреля 2023    | Майами, США                  | Хард       | Петра Квитова          | 6-7(14) 2-6       |
| 10. | 17 февраля 2024  | Доха, Катар                  | Хард       | Ига Свёнтек            | 6-7(8) 2-6        |
| 11. | 30 марта 2024    | Майами, США (2)              | Хард       | Даниэль Коллинз        | 5-7 3-6           |

### Финалы турнировITFв одиночном разряде (9)

#### Победы (4)
| Легенда:                  |
| ------------------------- |
| 100.000 USD (0)           |
| 80.000 (75.000) USD (0)   |
| 60.000 (50.000) USD (1)   |
| 25.000 USD (2+1)          |
| 15.000 (10.000) USD (1+3) |

| Титулы по покрытиям | Титулы по месту проведения матчей турнира |
| ------------------- | ----------------------------------------- |
| Хард (4+3)          | Зал (3+3)                                 |
| Грунт (0+1)         | Зал (3+3)                                 |
| Трава (0)           | Открытый воздух (1+1)                     |
| Ковёр (0)           | Открытый воздух (1+1)                     |

| №  | Дата           | Турнир               | Покрытие   | Соперница в финале | Счёт            |
| 1. | 18 марта 2018  | Казань, Россия       | Хард (зал) | Дарья Назаркина    | 6-4 7-6(5)      |
| 2. | 3 февраля 2019 | Лонсестон, Австралия | Хард       | Ирина Хромачёва    | 7-5 3-3 — отказ |
| 3. | 3 марта 2019   | Москва, Россия       | Хард (зал) | Анна Познихиренко  | 7-5 6-0         |
| 4. | 17 марта 2019  | Казань, Россия       | Хард (зал) | Урсула Радваньская | 6-2 6-3         |

#### Поражения (5)
| №  | Дата           | Турнир               | Покрытие   | Соперница в финале | Счёт           |
| 1. | 22 ноября 2015 | Анталья, Турция      | Грунт      | Екатерина Горгодзе | 5-7 7-6(3) 3-6 |
| 2. | 20 ноября 2016 | Хельсинки, Финляндия | Хард (зал) | Каррен Барритца    | 3-6 4-6        |
| 3. | 25 июня 2017   | Фергана, Узбекистан  | Хард       | Сабина Шарипова    | 4-6 6-7(5)     |
| 4. | 15 апреля 2018 | Стамбул, Турция      | Хард       | Сабина Шарипова    | 6-7(0) 4-6     |
| 5. | 6 января 2019  | Плейфорд, Австралия  | Хард       | Анна Калинская     | 4-6 4-6        |

### Финалы турнировWTAв парном разряде (2)

#### Поражения (2)
| №  | Дата            | Турнир              | Покрытие | Партнёрша              | Соперницы в финале            | Счёт       |
| 1. | 16 октября 2021 | Индиан-Уэлс, США    | Хард     | Вероника Кудерметова   | Элизе Мертенс Се Шувэй        | 6-7(1) 3-6 |
| 2. | 15 января 2023  | Аделаида, Австралия | Хард     | Анастасия Павлюченкова | Луиза Стефани Тейлор Таунсенд | 5-7 6-7(3) |

### Финалы турнировITFв парном разряде (4)

#### Победы (4)
| №  | Дата          | Турнир          | Покрытие   | Партнёрша           | Соперницы в финале              | Счёт           |
| 1. | 2 апреля 2017 | Стамбул, Турция | Хард (зал) | Екатерина Казионова | Элени Данилиду Влада Екшибарова | 6-1 6-3        |
| 2. | 7 мая 2017    | Анталья, Турция | Грунт      | Амина Аншба         | Дарья Назаркина Анна Уколова    | 7-5 4-6 [10-8] |
| 3. | 18 марта 2018 | Казань, Россия  | Хард (зал) | Алёна Фомина        | Ксения Лыкина Анастасия Фролова | 6-4 1-6 [10-6] |
| 4. | 3 марта 2019  | Москва, Россия  | Хард (зал) | Софья Лансере       | Анна Познихиренко Вивиан Хайзен | 1-6 6-3 [10-4] |

## История выступлений на турнирах
По состоянию на 14 июля 2025 года
Для того, чтобы предотвратить неразбериху и удваивание счета, информация в этой таблице корректируется только по окончании участия там данного игрока.
| Турнир                       | 2018          | 2019          | 2020          | 2021          | 2022          | 2023               | 2024               | 2025               | Итог   | В/П за карьеру |
| ---------------------------- | ------------- | ------------- | ------------- | ------------- | ------------- | ------------------ | ------------------ | ------------------ | ------ | -------------- |
| Турниры Большого шлема       |               |               |               |               |               |                    |                    |                    |        |                |
| Открытый чемпионат Австралии | -             | К             | 3Р            | 2Р            | 2Р            | Ф                  | 2Р                 | 4Р                 | 0 / 6  | 14-6           |
| Открытый чемпионат Франции   | -             | 1Р            | 2Р            | 1/4           | 3Р            | 3Р                 | 1/4                | 4Р                 | 0 / 7  | 16-6           |
| Уимблдонский турнир          | -             | К             | НП            | 4Р            | П             | 1/4                | 1/2                | 3Р                 | 1 / 5  | 21-4           |
| Открытый чемпионат США       | К             | 1Р            | 2Р            | 3Р            | 1Р            | 3Р                 | 2Р                 |                    | 0 / 6  | 5-5            |
| Итог                         | 0 / 0         | 0 / 2         | 0 / 3         | 0 / 4         | 1 / 4         | 0 / 4              | 0 / 4              | 0 / 3              | 1 / 24 |                |
| В/П в сезоне                 | 0-0           | 0-2           | 4-3           | 10-4          | 10-3          | 13-3               | 11-3               | 8-3                |        | 56-21          |
| Итоговые турниры             |               |               |               |               |               |                    |                    |                    |        |                |
| Итоговый турнир WTA          | -             | -             | НП            | -             | -             | Гр                 | Гр                 |                    | 0 / 2  | 2-4            |
| Олимпийские игры             |               |               |               |               |               |                    |                    |                    |        |                |
| Летняя олимпиада             | Не проводился | Не проводился | Не проводился | 1/2           | НП            | НП                 | -                  | НП                 | 0 / 1  | 4-2            |
| Турниры WTA 1000             |               |               |               |               |               |                    |                    |                    |        |                |
| Доха                         | -             | ОС            | 3Р            | ОС            | 1Р            | ОС                 | Ф                  | 1/4                | 0 / 4  | 12-3           |
| Дубай                        | ОС            | -             | ОС            | 2Р            | ОС            | 3Р                 | 1/4                | 1/2                | 0 / 4  | 8-2            |
| Индиан-Уэлс                  | -             | -             | НП            | 2Р            | 1/4           | П                  | -                  | 4Р                 | 1 / 4  | 11-3           |
| Майами                       | -             | -             | НП            | 3Р            | 3Р            | Ф                  | Ф                  | 2Р                 | 0 / 5  | 12-5           |
| Мадрид                       | -             | -             | НП            | 2Р            | 3Р            | 2Р                 | 1/2                | 3Р                 | 0 / 5  | 8-5            |
| Рим                          | -             | -             | 3Р            | -             | 3Р            | П                  | -                  | 3Р                 | 1 / 4  | 11-3           |
| Монреаль / Торонто           | -             | -             | НП            | 1Р            | 2Р            | 1/2                | -                  |                    | 0 / 3  | 4-3            |
| Цинциннати                   | -             | К             | 1Р            | 3Р            | 1/4           | 3Р                 | 2Р                 |                    | 0 / 5  | 7-5            |
| Пекин                        | -             | -             | Не проводился | Не проводился | Не проводился | 1/2                | -                  |                    | 0 / 1  | 4-1            |
| Ухань                        | -             | 1/4           | Не проводился | Не проводился | Не проводился | Не проводился      | -                  |                    | 0 / 1  | 3-1            |
| Гвадалахара                  | Не проводился | Не проводился | Не проводился | 2Р            | -             | Не турнир WTA 1000 | Не турнир WTA 1000 | Не турнир WTA 1000 | 0 / 1  | 1-1            |
| Итог                         | 0 / 0         | 0 / 1         | 0 / 3         | 0 / 7         | 0 / 7         | 2 / 8              | 0 / 5              | 0 / 6              | 2 / 37 |                |
| В/П в сезоне                 | 0-0           | 3-1           | 4-2           | 5-6           | 13-8          | 27-5               | 15-4               | 9-6                |        | 76-30          |

| Турнир                       | 2019  | 2020  | 2021  | 2022  | 2023  | Итог   | В/П за карьеру |
| ---------------------------- | ----- | ----- | ----- | ----- | ----- | ------ | -------------- |
| Турниры Большого шлема       |       |       |       |       |       |        |                |
| Открытый чемпионат Австралии | -     | 2Р    | 1Р    | -     | 3Р    | 0 / 3  | 3-3            |
| Открытый чемпионат Франции   | -     | 1Р    | 1/4   | 1Р    | -     | 0 / 3  | 3-3            |
| Уимблдонский турнир          | -     | НП    | 1Р    | -     | -     | 0 / 1  | 0-1            |
| Открытый чемпионат США       | 1Р    | -     | -     | -     | -     | 0 / 1  | 0-1            |
| Итог                         | 0 / 1 | 0 / 2 | 0 / 3 | 0 / 1 | 0 / 1 | 0 / 8  |                |
| В/П в сезоне                 | 0-1   | 1-2   | 3-3   | 0-1   | 2-1   |        | 6-8            |
| Турниры WTA 1000             |       |       |       |       |       |        |                |
| Дубай                        | -     | ОС    | 1Р    | ОС    | 2Р    | 0 / 2  | 1-1            |
| Индиан-Уэлс                  | -     | НП    | Ф     | 1Р    | 1Р    | 0 / 3  | 4-3            |
| Майами                       | -     | НП    | 1Р    | 1Р    | -     | 0 / 2  | 0-2            |
| Мадрид                       | -     | НП    | -     | 1Р    | 2Р    | 0 / 2  | 1-1            |
| Рим                          | -     | 1Р    | -     | 2Р    | -     | 0 / 2  | 1-1            |
| Монреаль / Торонто           | -     | НП    | 1/2   | -     | -     | 0 / 1  | 3-1            |
| Цинциннати                   | -     | 1Р    | 2Р    | -     | -     | 0 / 2  | 1-2            |
| Итог                         | 0 / 0 | 0 / 2 | 0 / 5 | 0 / 4 | 0 / 3 | 0 / 14 |                |
| В/П в сезоне                 | 0-0   | 0-2   | 8-5   | 1-3   | 2-1   |        | 11-11          |

## История личных встреч
| Соперница         | Все матчи | Финалы |                   |
| ----------------- | --------- | ------ | ----------------- |
| Арина Соболенко   | 0-0       | 0-0    | юниорские турниры |
| Арина Соболенко   | 4-7       | 2-1    | взрослые турниры  |
| Мария Саккари     | 0-0       | 0-0    | юниорские турниры |
| Мария Саккари     | 4-1       | 0-0    | взрослые турниры  |
| Жасмин Паолини    | 0-0       | 0-0    | юниорские турниры |
| Жасмин Паолини    | 2-3       | 0-0    | взрослые турниры  |
| Ига Свёнтек       | 1-1       | 1-0    | юниорские турниры |
| Ига Свёнтек       | 4-4       | 0-1    | взрослые турниры  |
| Людмила Самсонова | 1-0       | 0-0    | юниорские турниры |
| Людмила Самсонова | 2-4       | 1-0    | взрослые турниры  |
| Джессика Пегула   | 0-0       | 0-0    | юниорские турниры |
| Джессика Пегула   | 1-3       | 0-0    | взрослые турниры  |
| Онс Жабёр         | 0-0       | 0-0    | юниорские турниры |
| Онс Жабёр         | 3-3       | 1-0    | взрослые турниры  |

## Награды
1. Орден «Достық» II степени[47]